# África Occidental Francesa
El África Occidental Francesa (en francés: Afrique-Occidentale française, AOF) fue una federación de ocho territorios coloniales franceses en el África Occidental: Mauritania, Senegal, Sudán francés (actual Malí), Guinea francesa (actual Guinea), Costa de Marfil, Alto Volta (actual Burkina Faso), Dahomey (actual Benín) y Níger. La federación existió desde 1895 hasta 1958. Su capital fue Saint-Louis (Senegal) hasta 1902, y luego Dakar hasta el colapso de la federación en 1960.

## Historia

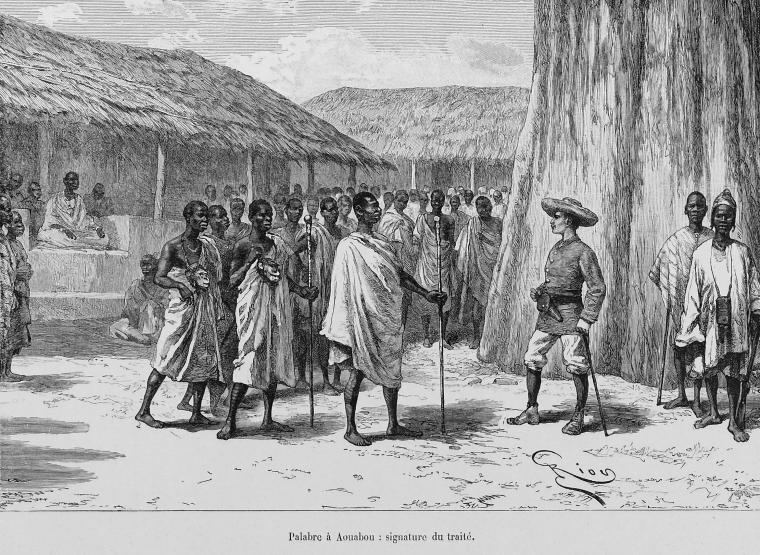
Louis-Gustave Binger firmando el tratado con los líderes de Famienkro, 1892, en la actual Costa de Marfil.

Hasta después de la Segunda Guerra Mundial, casi ninguno de los africanos que vivían en la colonias de ultramar era ciudadano de Francia. Más bien, eran "súbditos franceses", sin derechos ante la ley, derechos de propiedad, derecho a viajar, disentir o votar. La excepción fueron las Cuatro Comunas de Senegal: esas áreas habían sido ciudades de la pequeña colonia de Senegal en 1848 cuando, con la abolición de la esclavitud por parte de la Segunda República francesa, todos los residentes de Francia obtuvieron los mismos derechos políticos. Cualquiera que pudiera probar que había nacido en estos pueblos era legalmente francés. Podían votar en las elecciones parlamentarias, que anteriormente habían estado dominadas por residentes blancos y mestizos de Senegal.
Las Cuatro Comunas de Senegal tenían derecho a elegir un diputado para representarlas en el parlamento francés en 1848-1852, 1871-1876 y 1879-1940. En 1914 Blaise Diagne fue elegido como el primer africano en ser diputado por Senegal en el Parlamento francés. En 1916, Diagne impulsó una ley a través de la Asamblea Nacional (loi Blaise Diagne) que otorgaba ciudadanía plena a todos los residentes de las llamadas Cuatro Comunas. A cambio, prometió ayudar a reclutar a millones de africanos para luchar en la Primera Guerra Mundial. A partir de entonces, todos los africanos negros de Dakar, Gorée, Saint-Louis y Rufisque podían votar para enviar un representante a la Asamblea Nacional francesa.
Mientras los franceses participaban en el reparto de África en las décadas de 1880 y 1890, conquistaron grandes áreas del interior y, al principio, las gobernaron como parte de la colonia de Senegal o como entidades independientes. Estas áreas conquistadas generalmente estaban gobernadas por oficiales del ejército francés y se denominaban "territorios militares". A fines de la década de 1890, el gobierno francés comenzó a frenar la expansión territorial de sus "oficiales sobre el terreno" y transfirió todos los territorios al oeste de Gabón a un solo gobernador con sede en Senegal, que dependía directamente del Ministro de Asuntos Exteriores. El primer gobernador general de Senegal fue nombrado en 1895 y, en 1904, los territorios que supervisaba se denominaron formalmente África Occidental Francesa (AOF). Gabón se convertiría más tarde en la sede de su propia federación África Ecuatorial Francesa (AEF), que debía hacer frontera con su vecino occidental en la actual frontera entre Chad y Níger.
Originalmente creada en 1895 como la unión de las colonias de Senegal, Sudán francés, Guinea francesa y Costa de Marfil, la federación fue establecida de manera permanente en 1904 con un gobernador general con base primero en Saint-Louis, luego (desde 1902) en Dakar, ambas en Senegal, el establecimiento francés más antiguo.

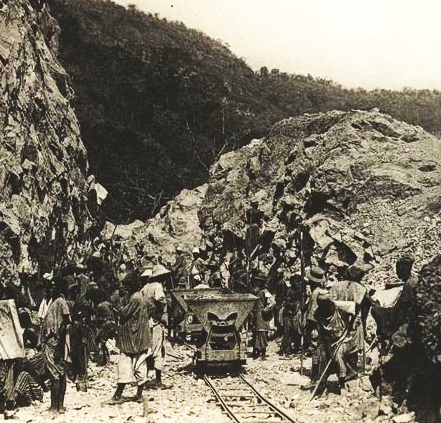
Nativos africanos obligados a trabajar para la construcción del ferrocarril de Guinea, 1904.

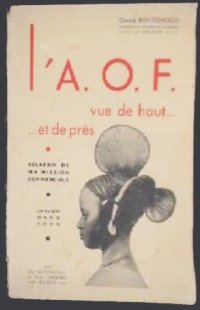
Afrique occidentale française, informe de relaciones comerciales, que muestra el perfil de una Fula mujer, enero-marzo de 1938.

En 1905, los franceses abolieron oficialmente la esclavitud en la mayor parte del África Occidental Francesa. De 1906 a 1911, a medida que avanzaba la emancipación, más de un millón de esclavos en el área huyeron de sus amos a hogares anteriores.
Después de la caída de Francia en junio de 1940 y las dos batallas de Dakar contra las fuerzas de la Francia Libre en julio y septiembre de 1940, las autoridades de África Occidental declararon su lealtad al régimen de Vichy, al igual que la colonia del Gabón francés en el AEF. Gabón cayó ante la Francia Libre después de la batalla de Gabón en noviembre de 1940, pero África Occidental permaneció bajo el control de Vichy hasta el desembarco aliado en el norte de África en noviembre de 1942.
Después de la Segunda Guerra Mundial, el gobierno francés inició un proceso de extensión de derechos políticos limitados en sus colonias. En 1945, el gobierno provisional francés asignó diez escaños al África Occidental Francesa en la nueva asamblea constituyente convocada para redactar una nueva Constitución francesa. De estos, cinco serían elegidos por ciudadanos (que sólo en las Cuatro Comunas podía aspirar a ganar un africano) y cinco por súbditos africanos. Las elecciones destacaron a una nueva generación de africanos educados en Francia. El 21 de octubre de 1945 fueron elegidos seis africanos, los ciudadanos de las Cuatro Comunas eligieron Lamine Guèye, Senegal/Mauritania Léopold Sédar Senghor, Costa de Marfil/Alto Volta Félix Houphouët-Boigny, Dahomey/Togo Sourou-Migan Apithy, Soudan-Níger Fily Dabo Sissoko, y Guinea Yacine Diallo. Todos fueron reelegidos a la 2.ª Asamblea Constituyente el 2 de junio de 1946.

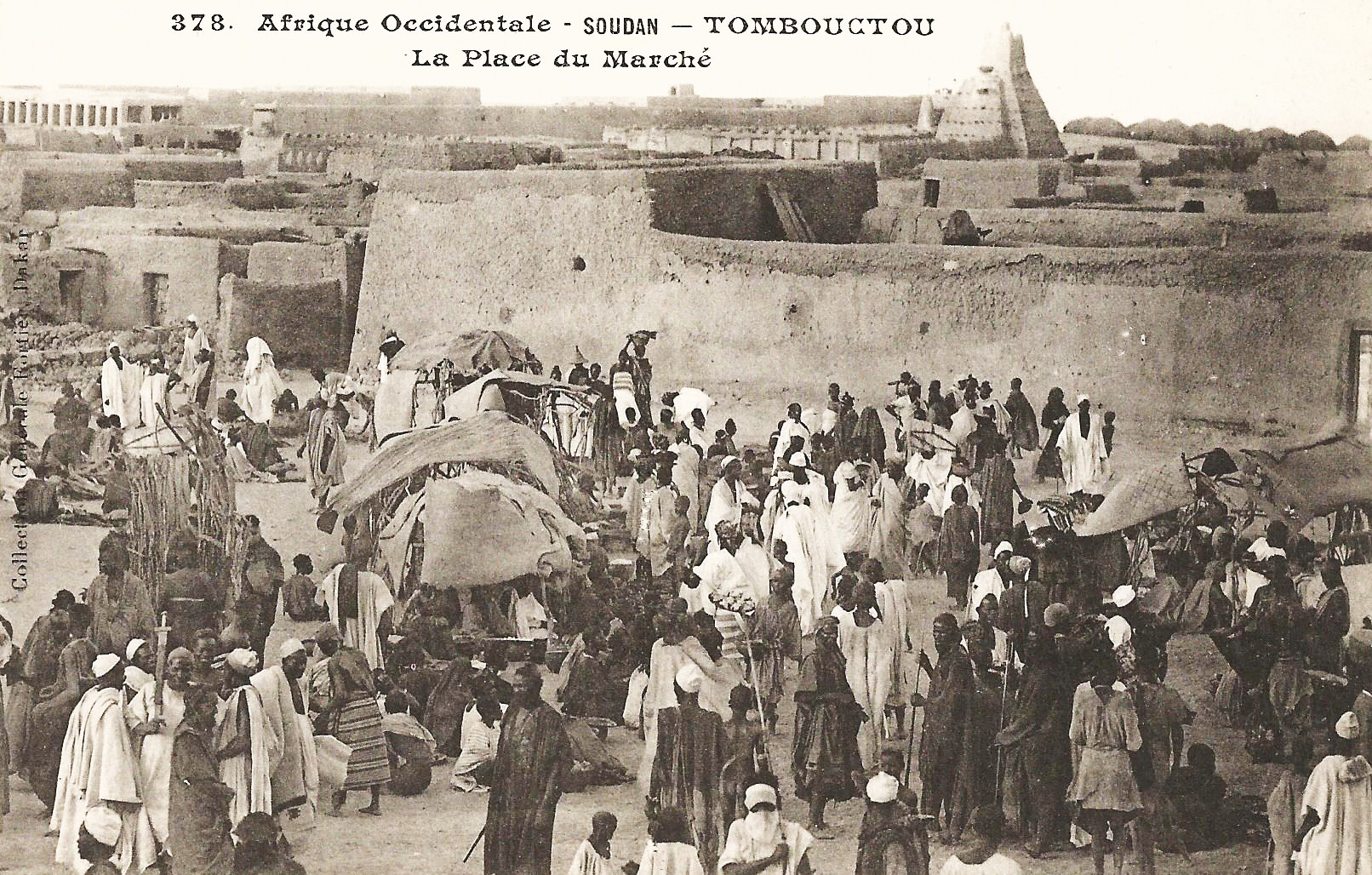
Tombuctú en el Sudán francés.

En 1946, la loi Lamine Guèye otorgó algunos derechos de ciudadanía limitados a los nativos de las colonias africanas. El Imperio francés pasó a llamarse Unión Francesa el 27 de octubre de 1946, cuando se estableció la nueva constitución de la Cuarta República. A fines de 1946, bajo esta nueva constitución, cada territorio podía por primera vez (exceptuando las Cuatro Comunas) elegir representantes locales, aunque con un sufragio limitado, para los consejos generales recién establecidos. Estos órganos electos solo tenían poderes consultivos limitados, aunque aprobaban los presupuestos locales. La loi Cadre del 23 de junio de 1956 trajo el sufragio universal a las elecciones celebradas después de esa fecha en todas las colonias africanas francesas. Las primeras elecciones bajo sufragio universal en África Occidental Francesa fueron las elecciones municipales de finales de 1956. El 31 de marzo de 1957, bajo sufragio universal, se llevaron a cabo elecciones para la asamblea territorial en cada una de las ocho colonias (Togo, como territorio en fideicomiso de la ONU, estaba en esta etapa en una trayectoria diferente). Los líderes de los partidos ganadores fueron designados para los cargos recientemente instituidos de vicepresidentes de los respectivos consejos de gobierno; los gobernadores coloniales franceses permanecieron como presidentes.
La Constitución de la Quinta República francesa de 1958 cambió nuevamente la estructura de las colonias de la Unión Francesa a la Comunidad Francesa. Cada territorio se convertiría en un "protectorado", con la asamblea consultiva nombrada Asamblea Nacional. El gobernador designado por los franceses pasó a llamarse "Alto Comisionado" y se convirtió en jefe de Estado de cada territorio. La Asamblea nombraría a un africano como jefe de Gobierno con poderes consultivos al jefe de Estado. Legalmente, la federación dejó de existir tras el referéndum constitucional francés de septiembre de 1958 para aprobar esta Comunidad Francesa. Todas las colonias votaron por permanecer en la nueva estructura, excepto Guinea que votó abrumadoramente por la independencia. En 1960, una nueva revisión de la constitución francesa, obligada por el fracaso de la guerra de Indochina francesa y las tensiones en Argelia, permitió a los miembros de la Comunidad Francesa cambiar unilateralmente sus propias constituciones. Senegal y el antiguo Sudán francés se convirtieron en la Federación de Malí (1960-1961), mientras que Costa de Marfil, Níger, Alto Volta y Dahomey formaron posteriormente la Unión Sahel-Benín de corta duración, más tarde el Consejo de la Entente.

## Geografía

África Occidental Francesa en 1913.

Mapa de las siete colonias del AOF en 1936. La octava colonia, el Alto Volta francés, en este periodo se encontraba parcelada entre sus vecinos. El Sudán francés también contiene una gran parte de lo que hoy es la mitad oriental de Mauritania.

Con una superficie de unos 4 689 000 km² (mayormente el interior desértico o semidesértico de Mauritania, Malí y Níger) que se extiende desde el punto más occidental de África hasta las profundidades del Sahara, la federación albergaba a más de diez millones de habitantes en su creación, y unos 25 millones al momento de su disolución. El AOF incluía todo el valle del río Senegal, la mayor parte del valle del río Níger y la mayor parte de la región del Sahel de África Occidental. También incluía bosques tropicales en Costa de Marfil y Guinea, las tierras altas de Futa Yallon y las montañas Aïr del actual Níger.

### Territorios
- Alto Volta francés (actualmente Burkina Faso)
- Costa de Marfil francesa
- Dahomey francés (actualmente Benín)
- Guinea francesa
- Mauritania francesa
- Níger francés
- Senegal francés
- Sudán francés (actualmente Malí)
- Togolandia francesa (actualmente Togo)
- Enclaves de Forcados y Badjibo (en la actual Nigeria)

## Administración colonial

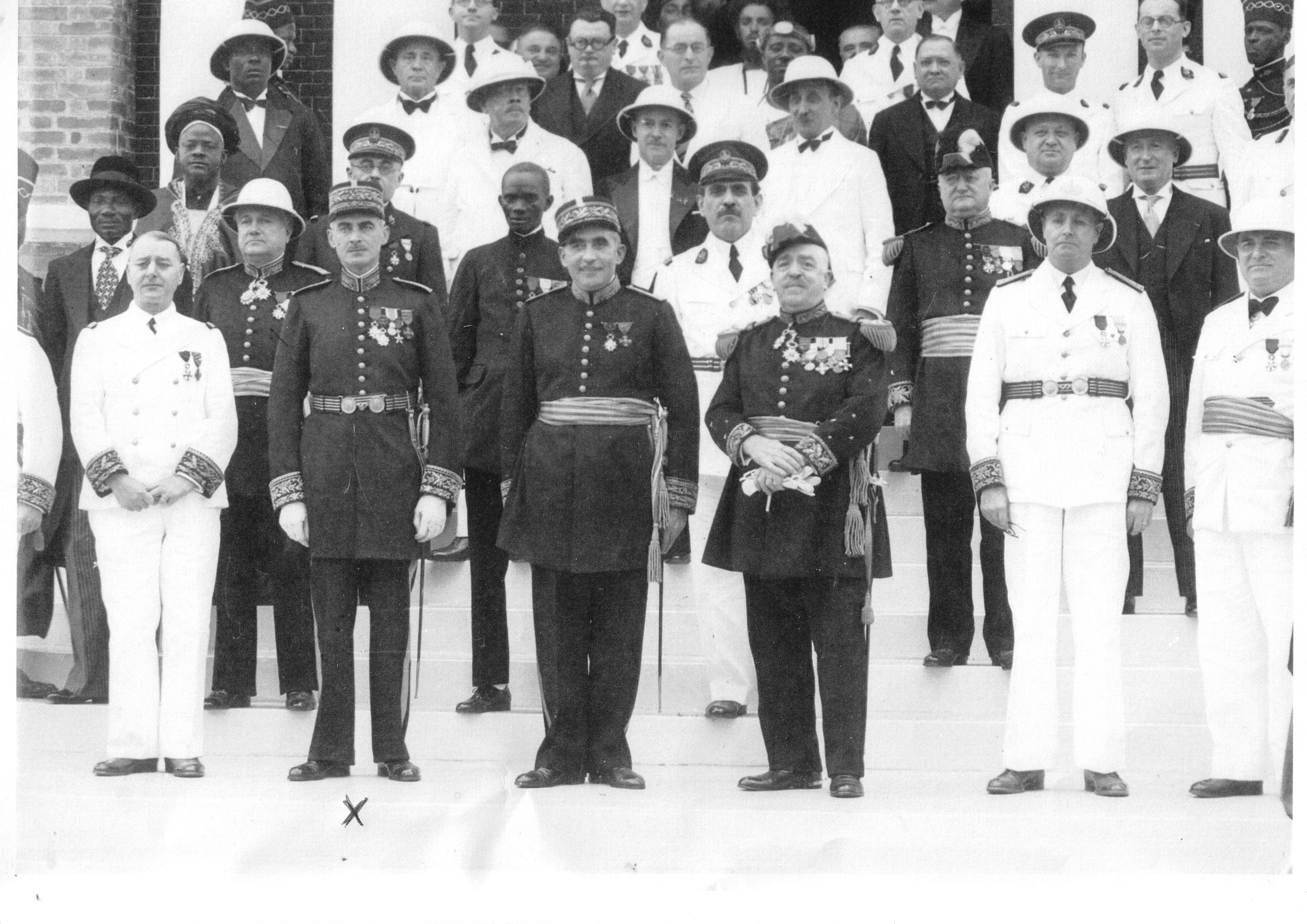
Reunión de exgobernadores de Senegal en París, década de 50.

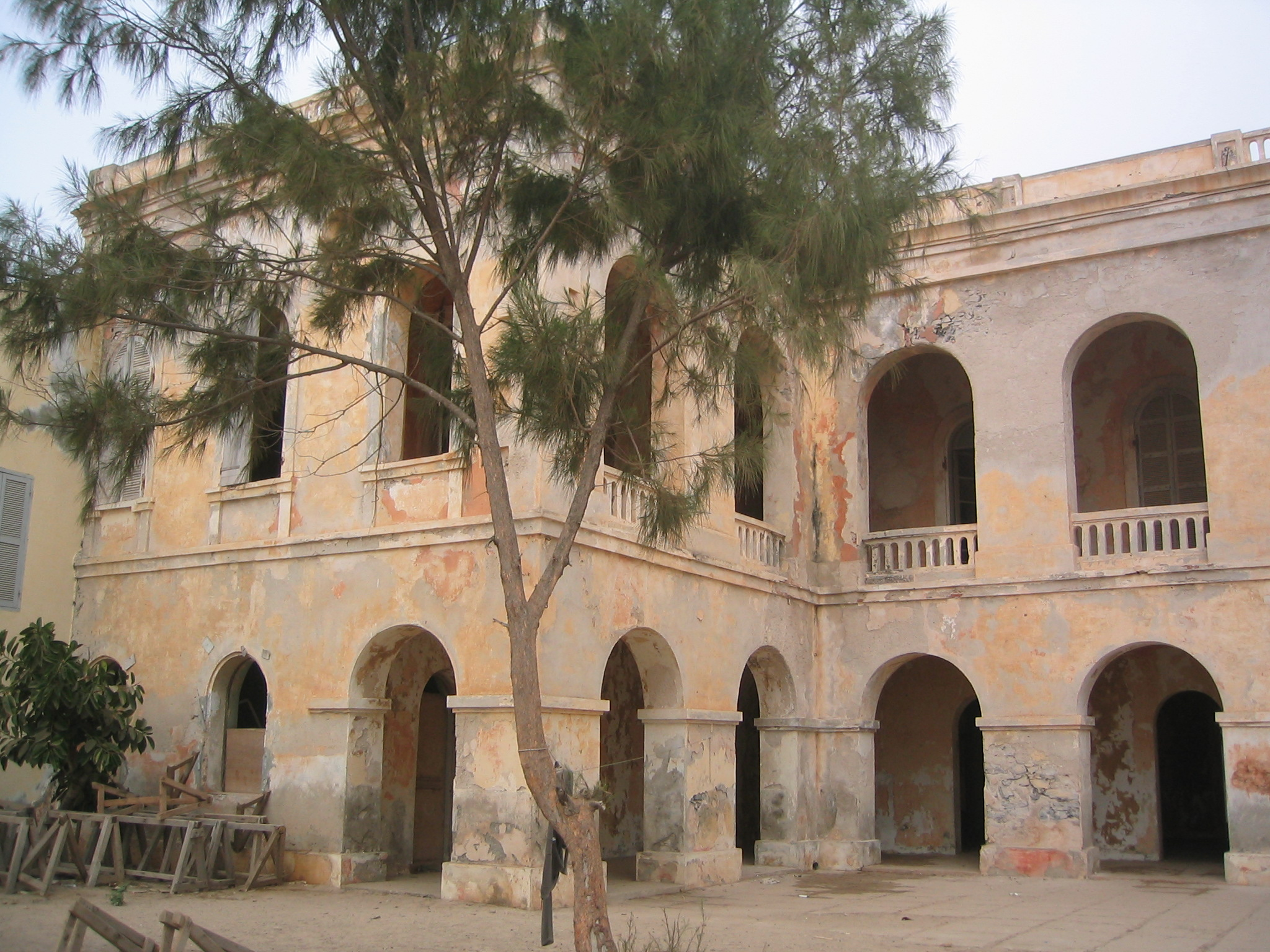
El antiguo Palacio del Gobernador en la Isla de Gorea, Dakar, Senegal.

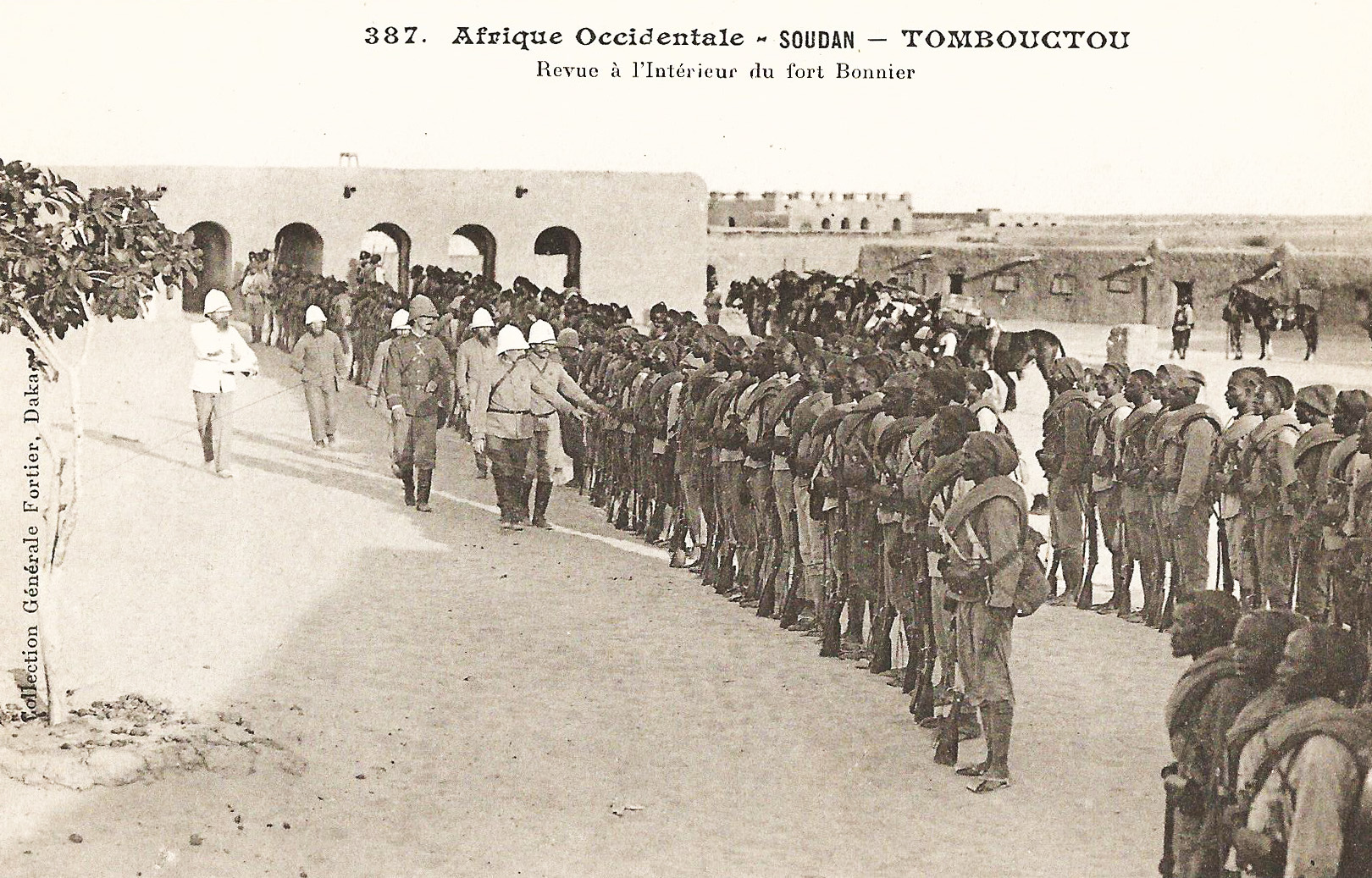
Eugène Bonnier, comandante en jefe del Sudán francés.

Cada colonia del África Occidental Francesa fue administrada por un vicegobernador, responsable ante el gobernador general en Dakar. Sólo el gobernador general recibió órdenes de París, a través del ministro de las colonias. El ministro, con la aprobación de la Cámara de Diputados de Francia (Asamblea Nacional Francesa después de 1946), eligió a los vicegobernadores y gobernadores generales.

### Cambios territoriales
La estructura administrativa de las posesiones coloniales francesas en África Occidental, aunque más homogénea que las posesiones británicas vecinas, estuvo marcada por la variedad y el flujo. A lo largo de la historia de la AOF, las colonias individuales y los territorios militares se reorganizaron en numerosas ocasiones, al igual que el gobierno general en Dakar. El Alto Volta francés se formó y se repartió dos veces entre las colonias vecinas. Los futuros estados de Mauritania y Níger permanecieron fuera de la federación hasta las décadas de 1920 y 1940 respectivamente.[cita requerida] Eran territorios militares, controlados directamente por el ejército francés.[cita requerida] La Segunda Guerra Mundial y la aprobación de la loi Cadre (Ley de Reforma de Ultramar de 1956), ambos reestructuraron radicalmente la administración de las colonias. La Togolandia francesa, arrebatada por Francia a Alemania en la Primera Guerra Mundial, durante la mayor parte de este período no fue nominalmente una colonia sino un mandato.

### Gobernadores generales
- Jean Baptiste Chaudier: 1895-1896
- Louis Mouttet: 1896-1898
- Jean Baptiste Chaudier:1898-1900
- Noel Ballay: 1900-1902
- Ernest Roume: 1902-1907
- William Merlaud-Ponty: 1908-1915
- François Joseph Clozel: 1916
- Joost Van Vollenhoven: 1917-1918
- Martial Merlin: 1918-1923
- Jules Carde: 1923-1930
- Jules Brévie: 1930-1936
- Marcel de Coppet: 1936-1938
- Léon Cayla: 1939-1940
- Pierre Boisson: 1940-1943
- Pierre Cournarie: 1943-1946
- René Barthès: 1946-1948
- Paul Béchard : 1948-1951
- Bernard Cornut-Gentille: 1952-1956
- Gaston Custin: 1956-1957